# Bitwa na Zuiderzee
Bitwa na Zuiderzee – bitwa między flotą hiszpańską a holenderskimi powstańcami (gezami) 11 października 1573 w trakcie wojny osiemdziesięcioletniej, zakończona zwycięstwem tych ostatnich.
W czasie walk w północnej Holandii, w szczególności podczas oblężenia Haarlemu, a następnie Alkmaaru transport wodny po morskich wodach przybrzeżnych oraz zatokach, kanałach i jeziorach jak Zuiderzee i Haarlemmermeer był kluczowy dla zaopatrywania wojsk obydwu stron. Gezowie usiłowali atakować hiszpańskie linie zaopatrzeniowe, używając niewielkich jednostek; starali się też zakłócić handel Amsterdamu, będącego od 1569 roku w rękach hiszpańskich. Obie strony zwalczały flotylle przeciwnika, czasem atakując po lodzie uwięzione w nim jednostki. Gdy Alkmaar otrzymał zaopatrzenie drogą wodną, wyczerpane oblężeniem i fatalną pogodą wojska hiszpańskie zwinęły oblężenie.
We wrześniu 1573 roku Hiszpanie zebrali dużą flotę silnych galeonów na wodach IJ, na której czele stanął Maximilien de Hénin, hrabia Bossu. Miał on nadzieję przepędzić rebeliantów z wód Zuiderzee (oblężenie Alkmaaru wciąż wówczas trwało). Powstańcy próbowali temu zapobiec, zatapiając statki u ujścia IJ, ale wiatr i przypływ podniosły wody na tyle, że flotylla hiszpańska przedostała się na Zuiderzee.
Pierwsze starcie miało miejsce 5 października, przewagę w nim mieli dysponujący silniejszą artylerią Hiszpanie. Floty ponownie spotkały się 11 października. Hrabia Bossu miał 30 okrętów, jego przeciwnik – 25, do tego lżejszych i słabiej uzbrojonych. Holendrom sprzyjał jednak wiatr – atakując z pozycji nawietrznej przeszli do abordażu. Cztery jednostki związały się walką z flagowcem hrabiego Bossu, „Inkwizycją”. Jeden został szybko zniszczony, pozostałe kontynuowały walkę, choć Hiszpanie odpierali ich ataki całą noc. O świcie Holendrzy otrzymali jednak posiłki i hiszpański dowódca uznał dalszy opór za bezcelowy i się poddał. W efekcie panowanie nad Zuiderzee pozostało w rękach rebelianckich.
W 2020 roku po przeszukaniu sonarem dna Zuiderzee w pobliżu Hoornu naukowcy holenderscy zidentyfikowali 10 zatopionych w mule wraków i pozostałości 24 dalszych. Mogą być to być jednostki zatopione w bitwie z 1573 roku. Wstępne podwodne badania archeologiczne przeprowadzone w 2021 roku jednego z odnalezionych wraków wykazały, że był to frachtowiec o długości ok. 13 m i szerokości 4,5 m. Technologia i sposób konstrukcji jednostki wskazują, że została ona zbudowana między 1525 a 1600 rokiem. Nie wyklucza to, że jest jeden z okrętów biorących udział w bitwie, bo flota gezów składała się z uzbrojonych jednostek handlowych, ale przeprowadzony rekonesans archeologiczny też tego nie udowodnił.